# Lugalo (Kilolo)
Lugalo (auch Rugaro) ist ein Verwaltungsbezirk (englisch Ward) des Distrikts Kilolo in der tansanischen Region Iringa.

## Geografie
Lugalo ist ein Bezirk etwa 25 Kilometer östlich der Regionshauptstadt Iringa. Er grenzt im Norden an Uhambingeto, im Nordosten an Nyalumbu, im Südosten an Mlafu und im Süden und im Westen an Irole. Bei der Volkszählung 2022 lebten 13.970 Menschen in 3835 Haushalten auf einer Fläche von 168 Quadratkilometern.

## Geschichte
Beim Ort Lugalo fand 1891 das Gefecht bei Lugalo statt, in dem die Hehe unter ihrem Häuptling Mkwawa die Deutschen besiegten.

## Gliederung
Der Bezirk besteht aus vier Gemeinden (swahili Mtaa) mit 19 Orten (Kitongoji):
| Lugalo - Lugalo - Kibaoni - Lulengelenge | Mazombe - Utangimembe - Mazombe Kati - Vikoga - Igunga | Mbigili - Mkawaganga - Mbigili Kati - Ibulu - Msichoke - Morogoro | Imalutwa - Malawi - Mwala - Kihanga - Mhesa - Myombwe - Mwiluti - Vikelo |

## Infrastruktur
- Bildung: Die Mazombe Secondary School ist eine staatliche weiterführende Schule, die Tages- und Internatsschüler bis zur 4. Stufe ausbildet.[8]
- Verkehr: Durch den Bezirk verläuft die asphaltierte Nationalstraße T1, die Iringa im Westen mit Morogoro und Daressalam im Osten verbindet.[9]